# Sven-Harrys konstmuseum
Sven-Harrys konstmuseum är ett svenskt konstmuseum och en konsthall vid Eastmansvägen 10 i Vasastaden i Stockholms innerstad.

## Allmänt
Sven-Harrys konstmuseum grundades av Sven-Harry Karlsson och öppnade i mars 2011. Huset är ritat av Wingårdh Arkitektkontor och inrymmer museum, konsthall, museibutik, takterrass med skulpturpark, restaurang, lägenheter och kommersiella lokaler. 
Sven-Harrys konstmuseum drivs av Byggmästare Sven-Harrys Konst- och Bostadsstiftelse. Stiftelsen delar oregelbundet ut ett stipendium inom konst, arkitektur och byggnation. VD för stiftelsen och museichef är Dragana Kusoffsky Maksimović sedan 2018.

## Konsthall
Konsthallen, som är på omkring 400 kvadratmeter, är uppdelad i tre större salar, varav två på entréplanet och en på fjärde våningen. En trappa ner ligger ett mediarum där film- och videoprogram visas i anslutning till utställningarna.
Konsthallen har bland andra haft utställningar med Karin Mamma Andersson, Karin Broos, Jan Håfström, Torsten Andersson och Lage Lindell.

## Museum

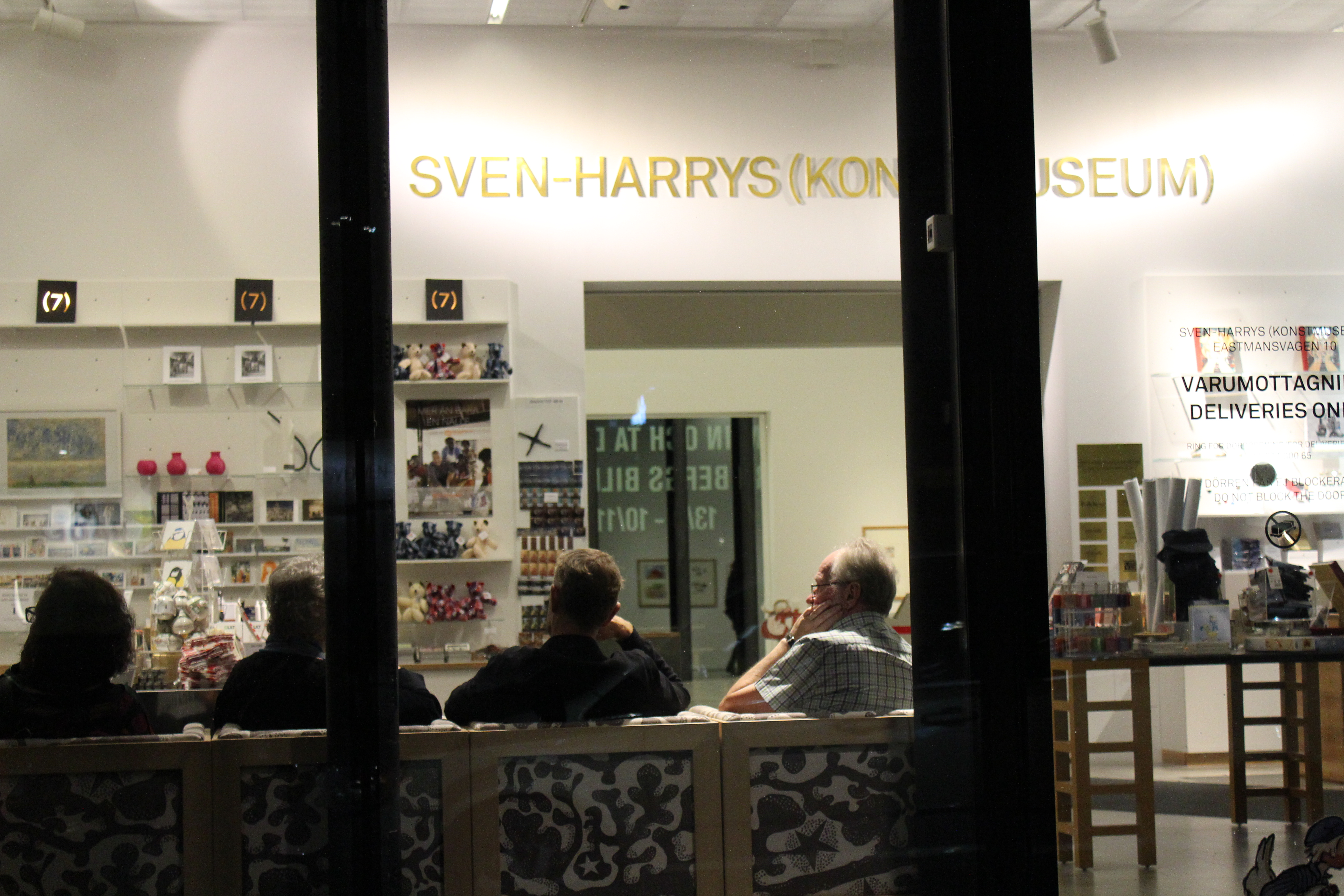
Butiken.

Museidelen ligger högst upp i byggnaden i den indragna takvåningen. Det är byggt som en kopia av Sven-Harry Karlssons tidigare hem Ekholmsnäs på Lidingö från 1770-talet. Hemmet har återskapats med konst, möbler och mattor från Ekholmsnäs.
I museidelen visas verk av bland andra Carl Fredrik Hill, Helene Schjerfbeck, Ernst Josephson, Edvard Munch, August Strindberg och Anders Zorn. Mattorna på golven är tillverkade av Märta Måås-Fjetterström och möblerna formgivna av bland andra Georg Haupt, Gio Ponti och Åke Axelsson. På takterrassen finns skulpturer av Lena Cronqvist, Eric Grate, Dan Wolgers, Martin Holmgren och Axel Wallenberg.
Museidelen invigdes av prinsessan Christina på Sven-Harrys 80-årsdag 8 december 2011.

## Byggnad
Områdesplanen förordade att en byggnad på platsen skulle ha en fördelning mellan näringsverksamhet och bostäder på 40/60 och vara fem våningar plus en indragen takvåning. Detta var en del i uppgörelsen med Stockholms stad i förhandlingen kring den gamla panncentralstomten på vilken huset är rest. Huset är totalt 5 000 kvadratmeter och har 18 lägenheter samt två lokaler för uthyrning utöver konsthallar, museum och restaurang. Byggnaden kostade omkring 150 miljoner kronor att uppföra.
Kommersiell verksamhet och utställningar har placerats i bottenvåningen, i husets kärna i våningarna ovanför och i takvåningen, med lägenheter runt kärnan. Fasaden är klädd med guldskimrande paneler.
Byggnaden uppfördes mellan åren 2009 och 2011 av Sven-Harry Karlsson. Den var en av tio finalister till Årets Stockholmsbyggnad 2012 och hamnade på fjärde plats.

## Bilder

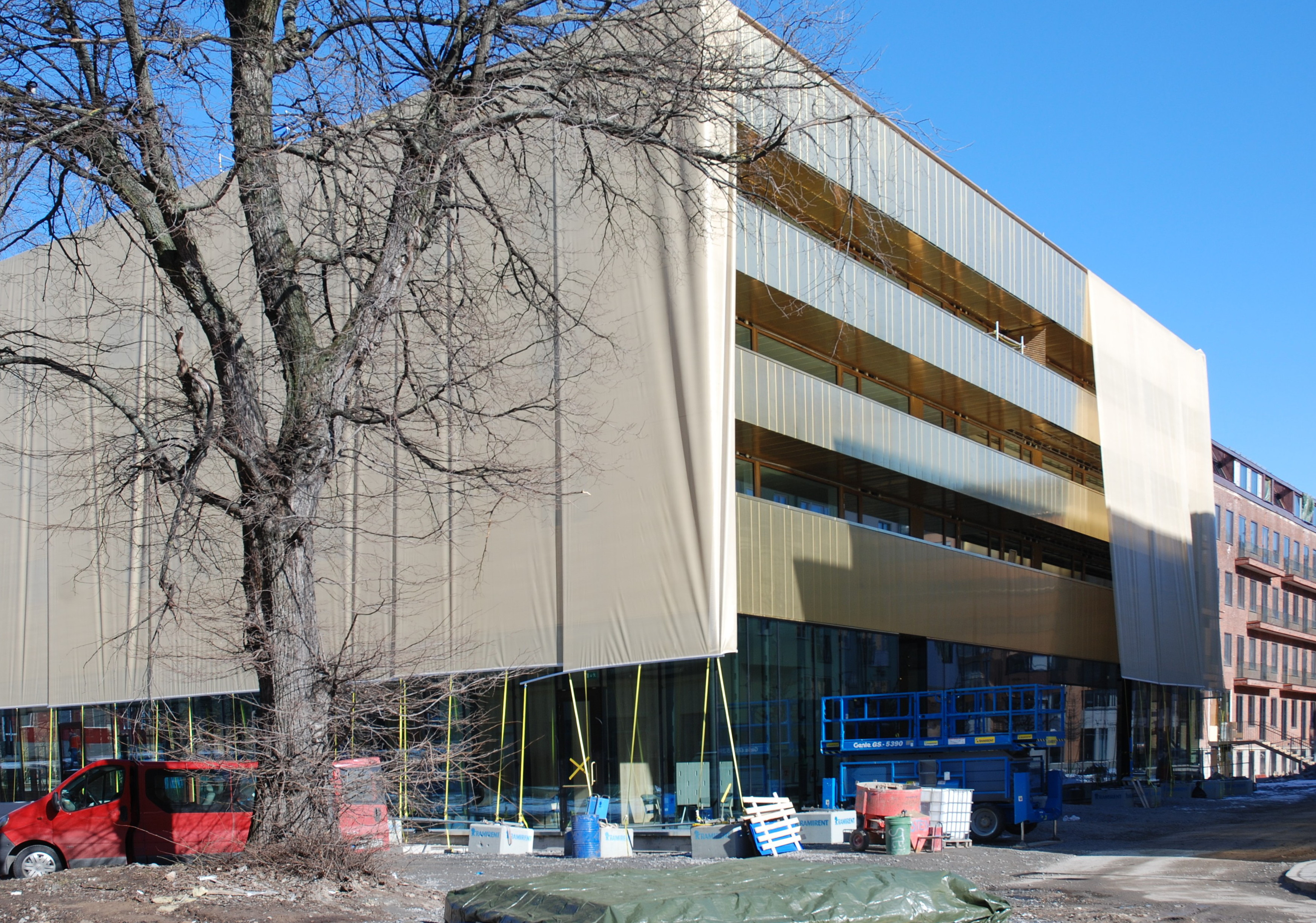
Sven-Harrys konstmuseum under uppförande
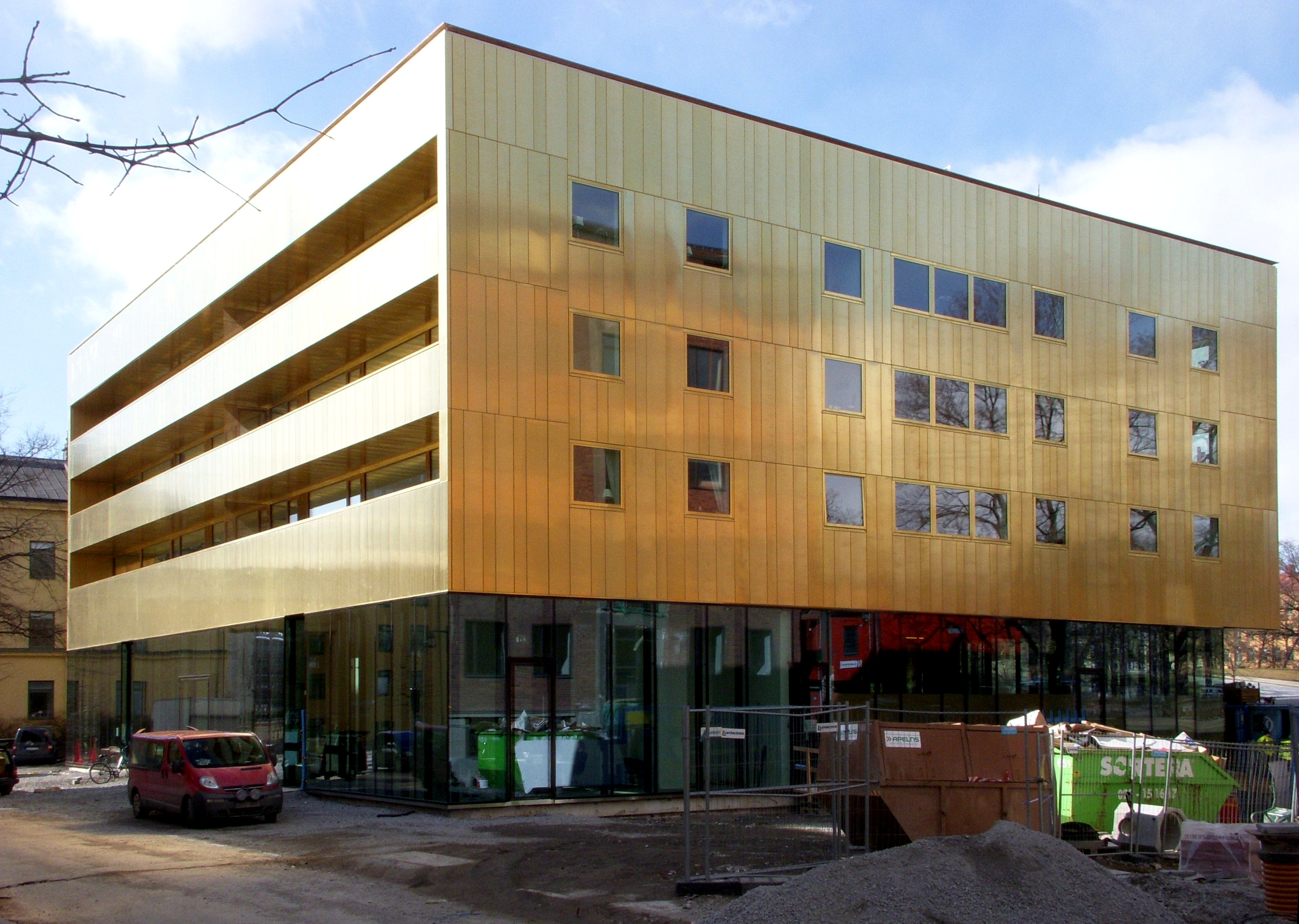
Sven-Harrys konstmuseum i mars 2011
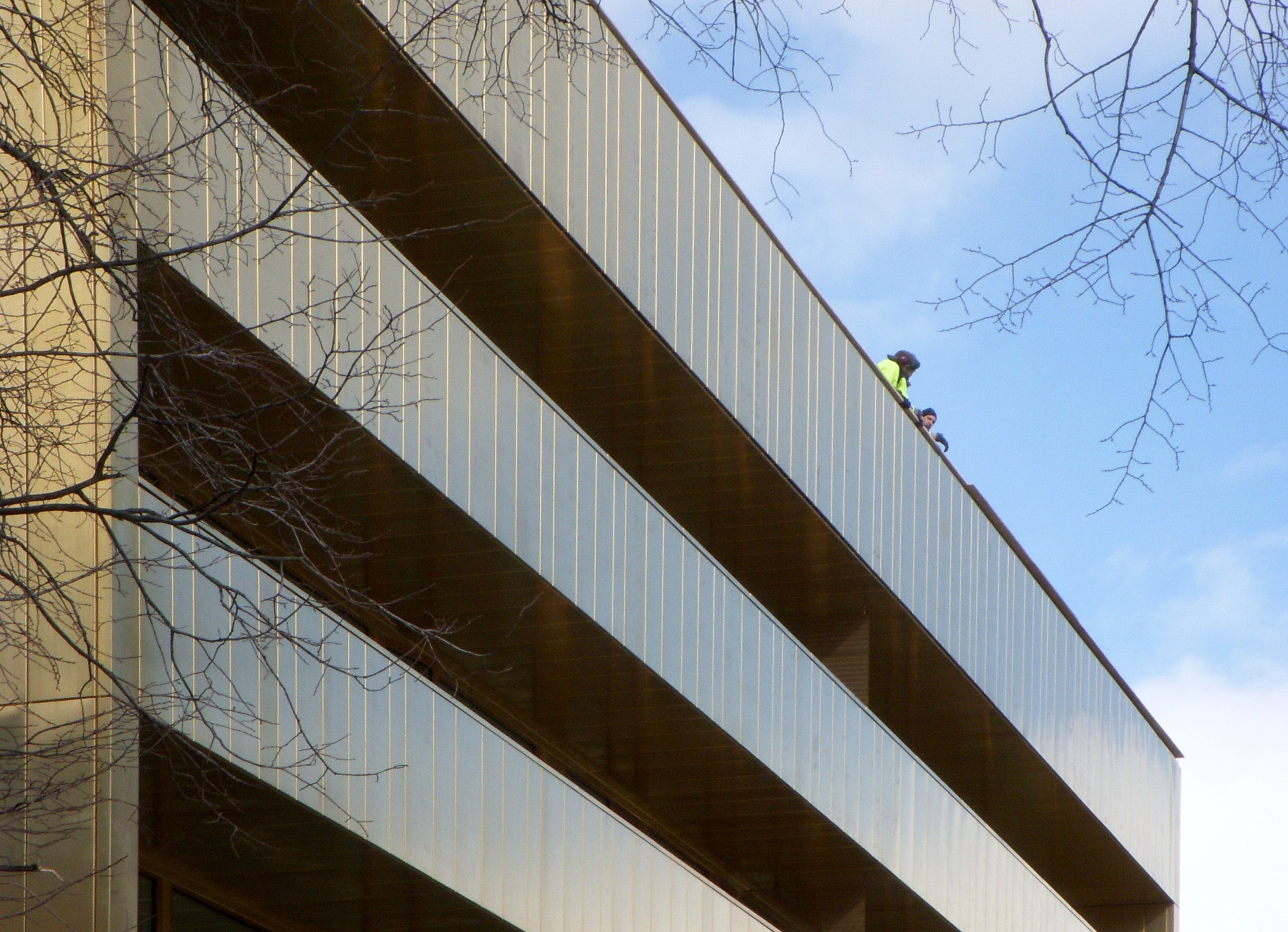
Sven Harrys konstmuseum
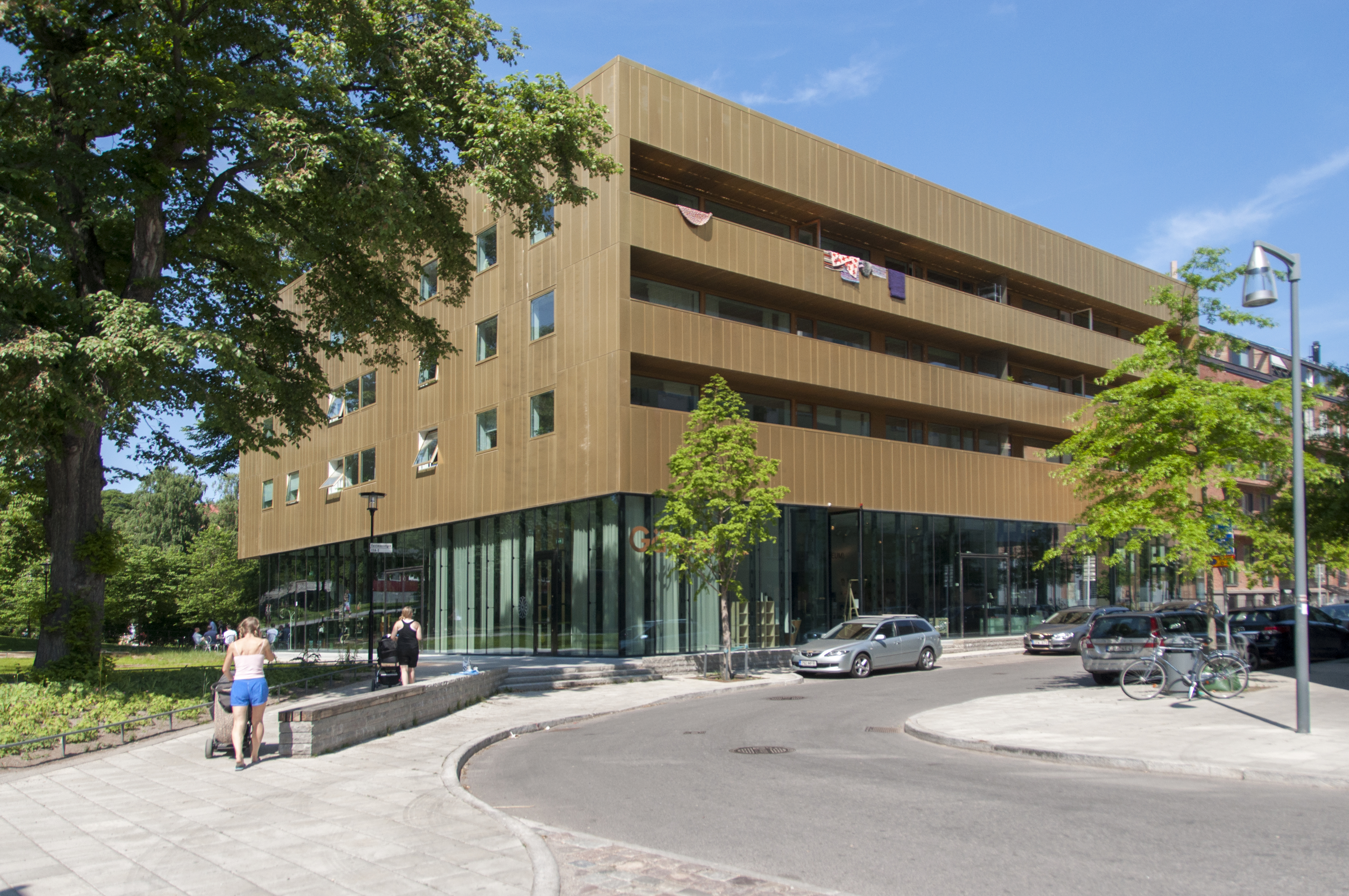
Sven-Harrys konstmuseum i juni 2013

## Kulturstipendium
Stiftelsen delar sedan 2002 ut stipendium om 100 000 kronor till nya lovande konstnärer eller för förtjänstfulla insatser inom arkitektur och byggnation.

- 2019 Christer Lundahl bildkonstnär och Martina Seitl, koreograf (Lundahl & Seitl)
- 2017 Mårten Lange, fotograf
- 2016 Bea Szenfeld, klädformgivare
- 2015 Mia E. Göransson, keramiker
- 2014 Lars Englund, skulptör
- 2013 Marja-leena Sillanpää (född 1965, bild- och ljudkonstnär, författare)
- 2012 Åsa Kallstenius, arkitekt (född 1970), och Ann-Sofi Sidén, konstnär.
- 2011 Lars Kleen
- 2009 Åsa Larsson
- 2008 Eva Kerek
- 2006 Sonja Larsson
- 2005 Maria Hall
- 2004 Karin Mamma Andersson
- 2003 Meta Isaeus-Berlin
- 2002 Ylva Ogland